# گرانت هسلوف
گرانت هسلو (به انگلیسی: Grant Heslov) (زاده ۱۵ مه ۱۹۶۳) بازیگر و فیلم‌ساز آمریکایی است. او به خاطر همکاری‌هایش در تهیه‌کنندگی و نویسندگی آثار جرج کلونی شناخته می‌شود که چهار نامزدی اسکار را برای او به ارمغان آورده است. او به‌عنوان یکی از تهیه‌کنندگان آرگو (۲۰۱۲)، جایزه اسکار بهترین فیلم را در سال ۲۰۱۳ دریافت کرد. هسلو به عنوان بازیگر در فیلم‌هایی از جمله دروغ‌های حقیقی (۱۹۹۴)، مایه ننگ (۱۹۹۶)، دشمن ملت (۱۹۹۸) و پادشاه عقرب (۲۰۰۲) و همچنین چندین نقش فرعی در فیلم‌های جرج کلونی حضور داشته است.

## زندگی شخصی
هسلوف در لس آنجلس، کالیفرنیا به دنیا آمد، و در منطقه پالوس وردس آن بزرگ شد. پدرش، آرتور هسلوف، دندانپزشک بود و مادرش جری (با نام خانوادگی روزن)، یک تاجر بود. او دو برادر بزرگتر به نام‌های استیون و مایکل دارد. هسلوف یهودی است.
او در دبیرستان پاولوس وردس و سپس دانشگاه کالیفرنیای جنوبی حضور یافت. او یکی از اعضای - انجمن افتخاری دانشجویان ممتاز دانشگاه است.
هسلوف با لیزا هیلند هسلوف، تهیه‌کننده ازدواج کرده است.

## فیلم‌شناسی
- در انتظار وودی - ۱۹۹۸ (کارگردان و نویسنده)
- ظلم تحمل‌ناپذیر - ۲۰۰۳ (تهیه‌کننده)
- شب به خیر و موفق باشید - ۲۰۰۵ (نویسنده و تهیه‌کننده)
- کلاه‌چرمی‌ها - ۲۰۰۸ (تهیه‌کننده)
- مردانی که به بزها خیره می‌شوند - ۲۰۰۹ (کارگردان و تهیه‌کننده)
- آمریکایی (فیلم) - ۲۰۱۰ (تهیه‌کننده)
- نیمه ماه مارس - ۲۰۱۱ (نویسنده و تهیه‌کننده)
- آرگو - ۲۰۱۲ (تهیه‌کننده)
- آگوست: اوسیج کانتی - ۲۰۱۳ (تهیه‌کننده)
- مردان آثار ماندگار - ۲۰۱۴ (نویسنده و تهیه‌کننده)
- بحران برند ماست - ۲۰۱۵ (تهیه‌کننده)
- هیولای پول - ۲۰۱۶ (نویسنده و تهیه‌کننده)
- سابربیکن - ۲۰۱۷ (تهیه‌کننده)
- آسمان نیمه‌شب - ۲۰۲۰ (تهیه‌کننده)

### بازیگر
- سفر ناتی گن - ۱۹۸۵
- پسران همسایه - ۱۹۸۵
- عقاب‌های قانونی - ۱۹۸۶
- گواهی‌نامه رانندگی-۱۹۸۸
- شامگاه - ۱۹۸۸
- اگر می‌توانی مرا بگیر - ۱۹۸۹
- علائم حیاتی - ۱۹۹۰
- دروغ‌های حقیقی - ۱۹۹۴
- کنگو - ۱۹۹۵
- مایه ننگ - ۱۹۹۶
- قفس پرنده - ۱۹۹۷
- قله دانته - ۱۹۹۷
- دشمن ملت - ۱۹۹۸
- حشره - ۲۰۰۲
- پادشاه عقرب - ۲۰۰۲
- شب به خیر و موفق باشید - ۲۰۰۵
- کلاه‌چرمی‌ها - ۲۰۰۸
- مردان آثار ماندگار - ۲۰۱۴